# جيف جاكوبسون
جيف جاكوبسون (بالإنجليزية: Jeff Jacobson)‏ هو مصور أخبار وصحفي ومصور أمريكي، ولد في 26 يوليو 1946.